# Two Roosters Ice Cream
Two Roosters Ice Cream es una heladería fundada en Raleigh, Carolina del Norte, Estados Unidos, con cinco locales ubicados alrededor del Research Triangle. Fundada por Jared Plummer, exalumno de NC State, la heladería comenzó a operar en marzo de 2015 a partir de un remolque de viaje convertido en camión de helados. Al servir sabores únicos como «grilled cheese» y «pizza», Plummer obtuvo suficiente apoyo público y fondos para abrir la primera ubicación física en Raleigh en 2017, seguida de cuatro ubicaciones en los años siguientes — en Durham y Wake Forest — y se espera que se abra una sexta ubicación en Cary en junio de 2024.
La heladería ganó el premio al mejor helado local cuatro veces en los premios anuales WRAL Voter's Choice Awards y fue nombrada una de las mejores heladerías del país por USA Today en 2019 y 2023.

## Historia

### Establecimiento
El fundador del salón, Jared Plummer, se inspiró en su infancia para hacer el negocio algún día cuando él y otros niños del vecindario batían y creaban helados en la casa de su abuela. A ambos lados de la puerta de la casa de su abuela colgaban gallos de madera negros, que más tarde inspiraron el nombre del salón. Plummer asistió a la Universidad Estatal de Carolina del Norte, donde estudió en el Poole College of Management. Aquí, recibió una Licenciatura en Contabilidad y Negocios en 2005 y una Maestría en Contabilidad en 2007. Después de obtener su maestría, Plummer trabajó como contador público durante ocho años antes de redescubrir su pasión por el helado. Plummer dijo más tarde en una entrevista de Poole College en 2021 que el tiempo que pasó trabajando como contador lo ayudó a sentirse seguro para iniciar su propio negocio.
Al comenzar sus operaciones en marzo de 2015, Plummer operó por primera vez desde un remolque de viaje turquesa y blanco convertido en camión de helados, adjunto a una Ford F-100. Plummer movió el camión a festivales y cervecerías exteriores para generar conciencia y generar ventas, pero la mayoría de las veces permaneció estacionado afuera del restaurante The Cookery en Durham. El negocio ganó popularidad al ofrecer sabores únicos como «grilled cheese» y «pizza», lo que permitió a Plummer en 2017 trasladar el negocio a su primera ubicación física en el centro comercial Greystone Village en North Raleigh. Con la apertura de la heladería, el camión de helados comenzó a usarse solo para eventos como bodas alrededor del Research Triangle. El primer menú del salón consistía en los que Plummer consideró los sabores más populares al operar el camión.

### Crecimiento y expansión
En 2018, el salón abrió una ubicación temporal en Person Street Plaza en el centro de Raleigh, que se convirtió en una ubicación permanente después de volverse popular a nivel local. En 2020, el salón abrió su tercera ubicación en el Golden Belt Campus en Durham. El 6 de julio de 2021, el salón abrió su tercera ubicación en Raleigh, y el 12 de agosto de 2023 abrió su quinta ubicación en total y la primera en Wake Forest en The Factory en South Main Street.
A finales de 2023 o principios de 2024, el salón también comenzó a operar dos pequeñas ubicaciones dentro del PNC Arena en Raleigh, con un stand ubicado en la Sección 116 y un carrito en la Sección 110. En junio de 2024, el salón anunció planes para abrir una sexta ubicación en el centro comercial Waverly Place en Cary. A pesar de las recientes expansiones, Plummer ha anunciado que no tiene intención de hacer que el negocio sea nacional, optando por permanecer en el área metropolitana de Raleigh donde comenzó, y abrazando la rivalidad amistosa contra otros salones locales,  Andia's Ice Cream y FRESH. Local Ice Cream.

## Menú y colaboraciones

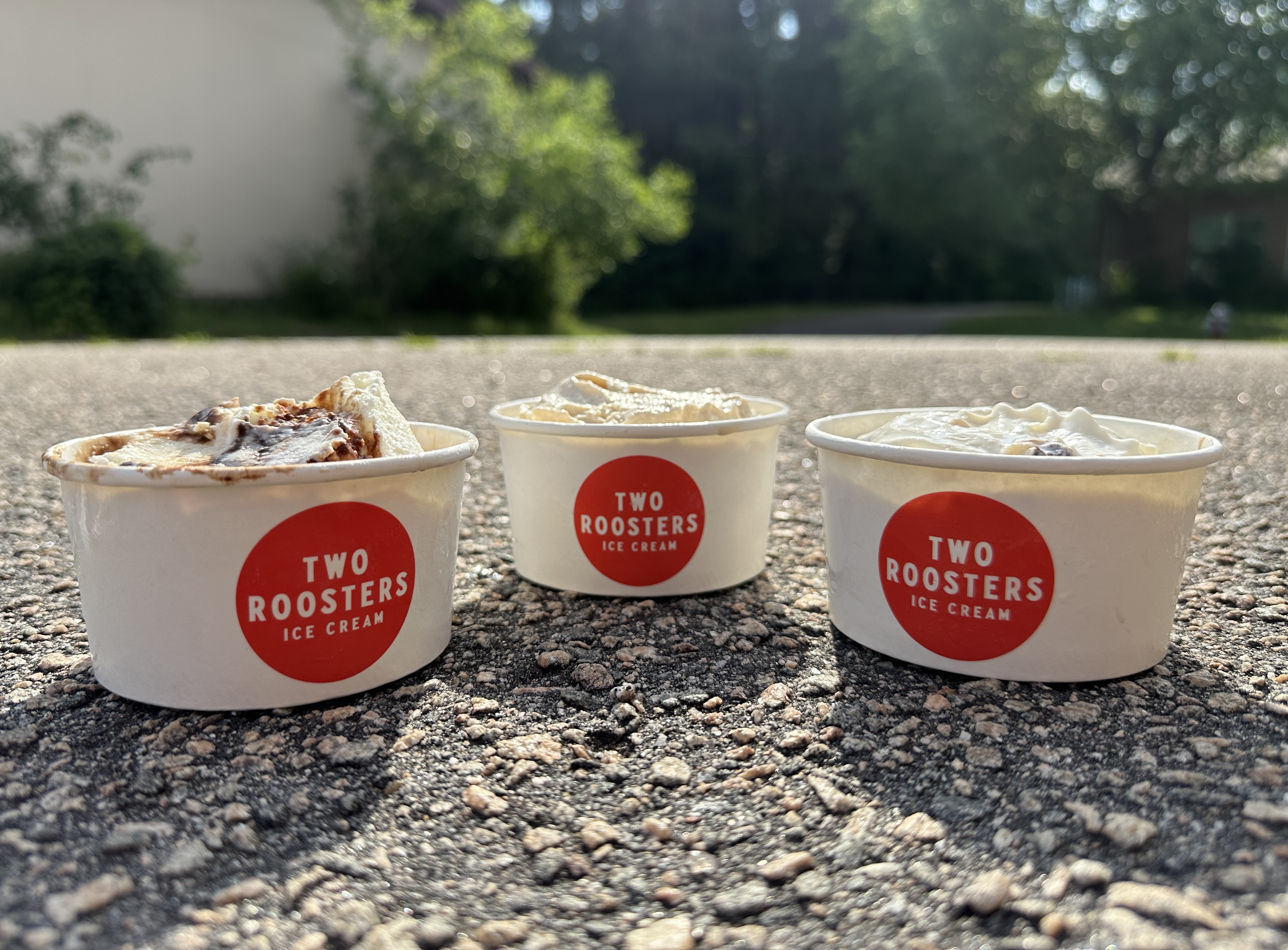
Copas de helado de Two Roosters Ice Cream: tiramisú (izquierda), café bourbon (centro) y masa para galletas con chispas de sal marina (derecha).

El salón tiene once forever flavors («sabores para siempre») de helado que no cambian entre estaciones. Además de estos, mensualmente se lanza una serie de nuevos helados, que son seleccionados por el salón o decididos en colaboraciones de invitados. Una colaboración que se repite anualmente y la favorita de Plummer, según un artículo de The News & Observer de 2024, se llama «kid chef», donde los niños locales presentan sabores de helado y los seis más inventivos son elegidos para formar la serie mensual. Estos sabores especiales se eligen para celebrar temporadas o temas específicos, como Ice Cream for Breakfast Day («Día del helado para el desayuno») en febrero o el helado con sabor a Cracker Jack para la temporada de béisbol. Algunos sabores tienen opciones sin lácteos.
Sabores como 'cobbler', 'dónuts', 'masa para galletas con chispas de sal marina', 'galletas de mantequilla de fresa' y sabores más exóticos como 'galleta de durazno bourbon', 'café bourbon', 'grilled cheese' y 'pizza', históricamente han sido ofrecidos por el salón. Algunos sabores ofrecidos surgieron de colaboraciones con restaurantes locales: incluido 'Bananas Foster' con el restaurante de cocina india y asiática Garland, 'chocolate malteado, jengibre y sorgo' con el restaurante emergente Snap Pea Underground, y 'SOLA Mini donuts de café con sirope de canela casero', con la cafetería SOLA Coffee. El salón también ha realizado promociones con NC State durante la temporada de baloncesto.

## Recepción
El salón también ganó el primer lugar en la categoría anual Voter's Choice Awards de WRAL al mejor «helado/yogur helado local» en 2019, 2020, 2021, y 2023, y ganó el segundo lugar en 2022. La heladería también fue nombrada una de las mejores heladerías del país en los 10Best Readers' Choice Awards de USA Today en 2019 y 2023, ubicándose en octavo lugar en 2023.